# Forgotten Hope
Forgotten Hope, FH, är en mod till Battlefield 1942 som siktar in sig på realism. En uppföljare till modden finns dessutom till Battlefield 2. Modden utspelar sig, precis som originalet, under andra världskriget. Man får köra allt från StuG III och Königstiger till Bismarck eller flyga ett Spitfire-plan.
Banorna utspelar sig i kända miljöer så som Omaha Beach och Stalingrad.